# Hormisda (vitaxa)
Hormisda (Hormizd) foi um oficial sassânida do século VI, ativo durante o reinado do xá Cavades I.

## Nome
O teônimo Hormisda é a versão latina do persa médio Hormisde (𐭠𐭥𐭧𐭥𐭬𐭦𐭣; Hormizd), Ormasde (Ōhrmazd), Hormosde / Ormosde ((H)ormozd), Ormusde (Ormozd) ou Oramasde (Ohramazd), o nome da divindade suprema no zoroastrismo, cujo nome avéstico era Aúra-Masda (Ahura-Mazdāh). Foi registrao em persa antigo como Auramasda (Auramazdā), em grego como Hormisdas (Ορμίσδας, Ormísdas), Hormisdes (Ορμίσδης, Ormísdēs), Horomazes (Ωρομάζης, Oromázēs) e Hormisdates (Ορμισδάτης, Ormisdátēs), em árabe era Hormuz (هرمز), em armênio como Oramasde (Օրամազդ; Oramazd) e Ormisde (Որմիզդ, Ormizd) e em georgiano era Urmisde (ურმიზდი, Urmizd).

## Vida
Segundo Zacarias Retórico, Hormisda era vitaxa de Arzanena e tio de Isdigerdes. Em 531, com a captura de seu sobrinho e a invasão de Arzanena conduzida pelo duque da Mesopotâmia Bessas, ele relatou os incidentes ao xá que então ordenou uma contraofensiva. Hormisda enviou Mir-Guirovi para contratar grande número de hunos para assistirem os persas e fez os preparativos para sitiar Martirópolis, que era a sede de Bessas. Esse cerco foi conduzido por Aspebedes, Canaranges e Mermeroes.